# Międzyrzec Podlaski
Międzyrzec Podlaski  város délnyugat-Lengyelországban, 17 117 lakossal (2013).

## Város neve más nyelveken
- latinul: Meserici
- jidisül: מעזעריטש (Mezeritch)
- németül: Meseritz
- csehül: Podleské Meziříčí
- litvánul: Palenkės Mendzižecas
- ukránul: Мендзижець Підляський
- lettül: Mendzižeca Podļaska
- oroszul: Мендзыжец-Подляски
- fehéroroszul: Мендзыжац-Падляскі
- héberül: מיינדזיז'ץ פודלסקי)

## Történelem
A város első írásos emléke 1477-ből való. A 16. században jelentős zsidó kisebbség érkezett a városba. 1795-ben Ausztria, majd 1807-től a Varsó Nagyhercegség része.

## Sport
futballcsapat: MKS "Huragan".

## Testvértelepülések
- Thouars Franciaország
- Kobryń Fehéroroszország